# 阿贝卡尔
阿贝卡尔（英语：Abecarnil，代号：ZK-112,119）是一种来自β-咔啉家族的抗焦虑药。它是相对较新开发的一类药物之一，称为非苯二氮䓬类药物，与较早的苯二氮䓬类药物具有相似的作用，但化学结构截然不同。它是一种部分激动剂，选择性地作用于GABAA受体的苯二氮䓬位点。
阿贝卡尔最初是作为抗焦虑药物开发的，但尚未商业化开发用于人类，目前主要用于研究开发其他新型镇静和抗焦虑药物。对其作用的调查仍在继续，它看起来很可能被开发用于治疗焦虑症，以及作为一种不太容易上瘾的替代药物来治疗苯二氮䓬类药物和酒精成瘾。与非选择性全激动剂苯二氮䓬类药物相比，阿贝卡尼的耐受性和戒断问题也可能更少。
阿贝卡尔是一种相对亚型选择性的药物，主要产生抗焦虑作用，具有相对较弱的镇静或肌肉松弛作用，并且不会显着增强酒精的作用。
阿贝卡尔的滥用可能性被认为低于苯二氮卓类药物，突然停止治疗后仅会出现轻微的戒断症状。